# Blastophysa
Blastophysa es un género monotípico de algas, perteneciente a la familia Chaetosiphonaceae.